# Front islamique syrien
Ne doit pas être confondu avec Front islamique (Syrie) ou Front islamique de libération syrien.
Pour les articles homonymes, voir Front islamique et FIS.
Le Front islamique syrien était un rassemblement de groupes rebelles islamistes sunnites engagés dans la guerre civile syrienne, actif entre 2012 et 2013.
Le 24 septembre 2013, les brigades du Front islamique syrien déclarent rejeter la Coalition nationale syrienne et affirme que cette organisation ne les représente pas.
Le Front islamique syrien est dissous en novembre 2013, ses groupes armés les plus importants rejoignent alors le Front islamique.

## Idéologie
Le Front islamique syrien est islamiste à dominante salafiste.

## Composition
Le FIS rassemble 11 groupes armés, :
- Ahrar al-Cham (Les libres du Levant), groupe actif dans tous les gouvernorats.
- Liwa al-Haq (Le Vrai), groupe actif dans le gouvernorat de Homs.
- Harakat Fajr al-Cham al-Islamiyya (L'Aube), groupe actif dans le gouvernorat d'Alep.
- Avant-garde islamique, groupe actif dans le gouvernorat d'Idleb.
- Ansar al-Cham (Les défenseurs du Levant), groupe actif dans le gouvernorat de Lattaquié.
- Brigade Moussab ibn Oumeïr, groupe actif dans le gouvernorat d'Alep.
- Jaych al-Tawhid (Armée de l'Unicité), groupe actif dans le gouvernorat de Deir ez-Zor.
- Kataeb al-Imane (Brigade de la Foi), groupe actif dans le gouvernorat de Damas.
- Suqour al-Islam (Brigade des Aigles de l'Islam), groupe actif dans le gouvernorat de Damas.
- Saraya al-Maham al-Khassa (Unité des forces spéciales), groupe actif dans le gouvernorat de Damas.
- Brigade Hamza ibn Abdel-Mouttaleb, groupe actif dans le gouvernorat de Damas.

Selon Charles Lister, chercheur au Middle East Institute, le Front islamique syrien rassemble alors environ 25 % des forces de la rébellion syrienne.